# Run (I'm a Natural Disaster)
Run (I'm a Natural Disaster), anche conosciuta semplicemente come Run, è una canzone scritta e registrata da Gnarls Barkley. Si tratta del primo singolo ad essere estratto dal secondo album della band The Odd Couple. È stato pubblicato nel febbraio 2008 come downbload digitale nel Regno Unito e negli Stati Uniti via iTunes, mentre il CD è stato pubblicato il 31 marzo.

La canzone è il motivo di sottofondo di uno spot pubblicitario della Nike.
Il bravo è stato, inoltre, utilizzato come sottofondo musicale di una scena del film X-Men - L'inizio.

## Il video
Il video prodotto per "Run" è stato trasmesso da MTV il 29 febbraio 2008 e vede Cee-Lo e Danger Mouse (i due componenti dei Gnarls Barkley) eseguire il brano in uno show televisivo chiamato "City Vibin", simile allo show, esistente "Graffiti Rock". Cee-Lo canta la canzone davanti ad un microfono, mentre Danger Mouse suona un fonografo. Fa una apparizione nel video Justin Timberlake, nel ruolo del presentatore dello show. Nel video viene fatto largo uso dell'effetto delle spirali ipnotiche, e per tale ragione negli Stati Uniti è stata proibita la trasmissione del video, perché risultate, secondo alcuni test, cause di attacchi di epilessia per i soggetti sensibili. Il 5 marzo 2008 le spirali del video sono state rese meno luminose in modo che il video potesse essere trasmesso senza problemi, cosa che è avvenuta a partire dal 6 marzo.

## Tracce
1. Run
2. Run - Instrumental
3. Who's Gonna Save My Soul - Instrumental

## Classifiche
| Chart (2008)                          | Peak position |
| ------------------------------------- | ------------- |
| Bulgarian National Top 40             | 30            |
| Czech Republic Airplay Chart          | 41            |
| UK Singles Chart                      | 32            |
| Polish National Top 50                | 65            |
| U.S. Billboard Hot Modern Rock Tracks | 35            |